# ITRAQ

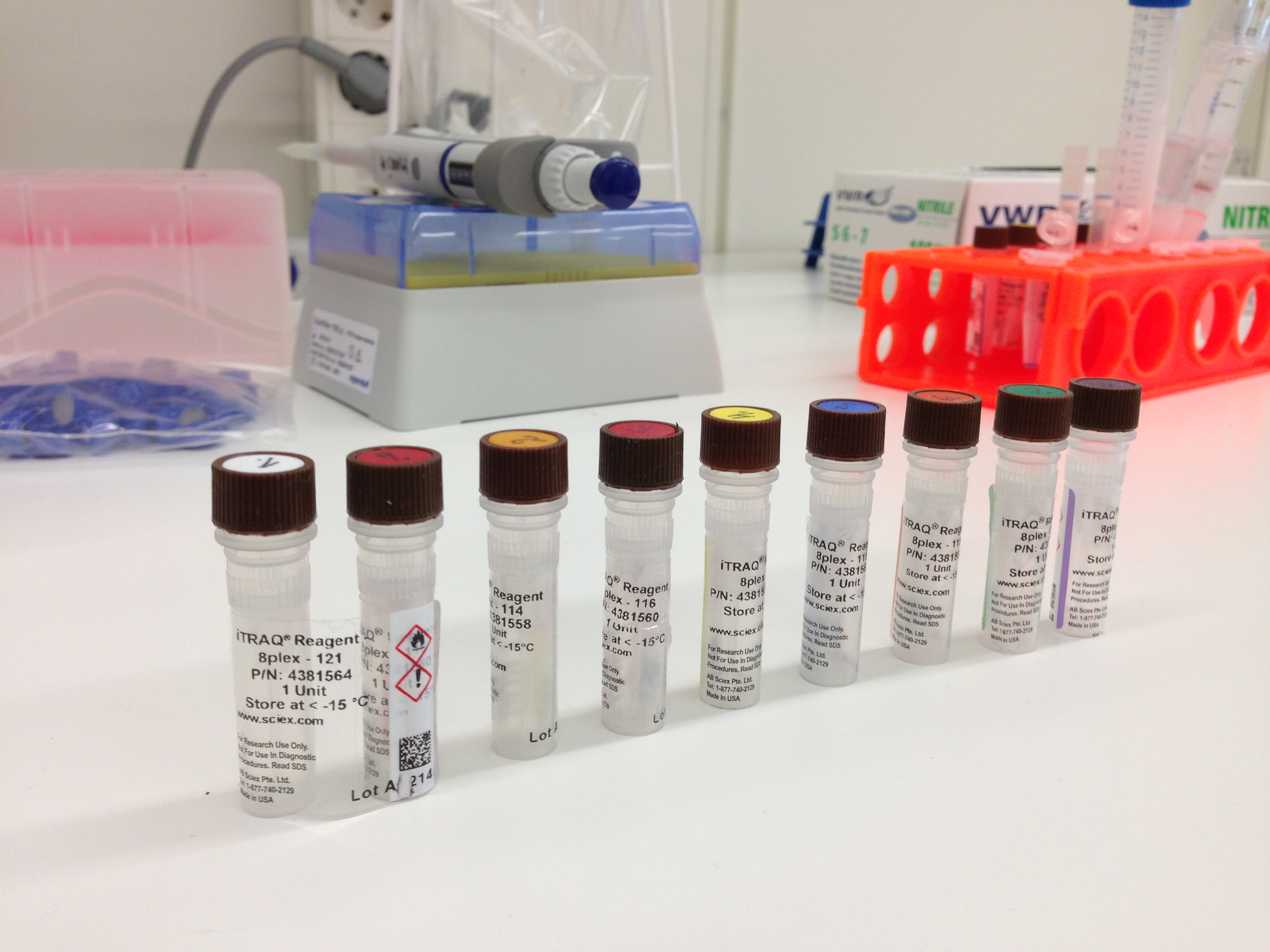
Набір реагентів iTRAQ для проведення експерименту на 8 зразках.

iTRAQ (англ. Isobaric labeling for relative and absolute quantitation) — це негелевий метод, що застосовується для кількісного визначення протеїнів, ізольованих з різного біологічного матеріалу в одному експерименті.

## Загальна характеристика
В основі iTRAQ лежить застосування ізотоп-кодуючих ковалентних зв'язків. Даний метод застосовується в протеоміці для вивчення та визначення кількісних змін протеому.

## Процедура
Принцип iTRAQ базується на встановленні мітки, що має ковалентний зв'язок з N-кінцем та боковим ланцюгом амінів пептидів, що сформовані при попередній інкубації перетравлених (часто за допомогою пепсину) екстрактів протеїнів з мітками, що в свою чергу мають різну масу. Існують два типи реагентів iTRAQ: 4-комплексні та 8-комплексні, що можуть бути використані для мічення всіх пептидів з різних біологічних зразків. Після встановлення міток на ці зразки вони змішуються в один пул, після чого їх необхідно фракціонувати, що дозволить проводити подальший аналіз за допомогою рідинної хроматографії тандемної мас-спектрометрії (MS/MS). Отримані фрагментовані дані мас-спектрометрії аналізуються за допомогою пошуку по базі даних пептидів, завдяки чому стає можливим ідентифікація мічених пептидів ти визначення протеїнів, яким ці пептиди відповідають.
Кожна мітка iTRAQ генерує іон-репортер з невеликою молекулярною масою, що може бути використаний для відносного підрахунку пептидів та завдяки цьому, опосередковано, дає змогу визначити протеїни, з яких ці пептиді походять.

## Оцінка даних

### Рівень пептидів
Кожен MS/MS-спектр характеризується певним сигналом від іона-репортера iTRAQ, що несе певну цифрову інформацію, яка використовується для обрахунку відносної густини (співвідношення) пептидів, що були ідентифіковані в конкретному спектрі. Густина іонів-репортерів може демонструвати більше ніж один сигнал в даних MS/MS, тому сигнали мають бути інтегровані з спектральної гістограми.

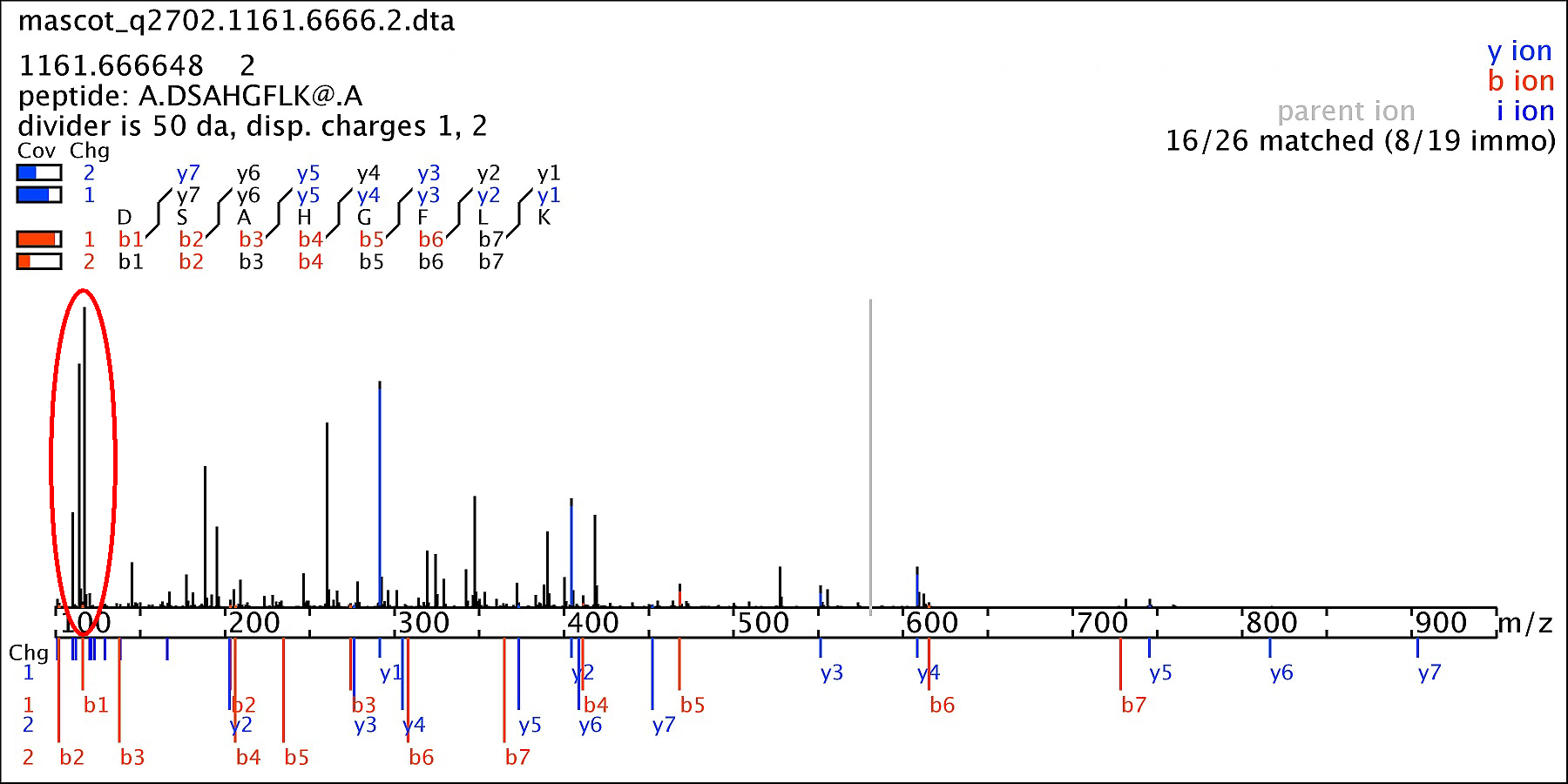
Спектрограма з сигналом іона-репортера iTRAQ (виділено червоним).

### Рівень протеїнів
При комбінації даних співвідношення пептидів визначається відносна кількість певного пептиду.

### Програмне забезпечення
Дані спектрів MS/MS можуть бути проаналізовані за допомогою спеціального програмного забезпечення:
- i-Tracker[3]
- jTraqX[4][5]